# Как я стал русским (сериал)
«Как я стал ру́сским» — российский комедийный телесериал (ситком) производства компаний Yellow, Black and White и MyWay Productions.
Премьера сериала состоялась 2 ноября 2015 года на канале СТС. Новые серии выходили в эфир с понедельника по четверг в 21:00. Финальная серия вышла в эфир 2 декабря 2015 года.
Телесериал получил большой успех в Китае. В марте 2017 года появилась информация, что на основе сериала будет снят российско-китайский полнометражный фильм. В широкий прокат фильм вышел в российских кинотеатрах 7 февраля 2019 года.

## Сюжет
Алекс Уилсон, журналист газеты American Post, написал провокационную статью об американском конгрессмене, после чего вынужден на время уехать из страны. Его отправляют в долгосрочную командировку в Россию, вот только к России он относится предвзято, с опаской. Приехав в Москву, помимо редакционных заданий, Алекс заведёт также личный блог, в котором будет пытаться изучить российскую действительность и постичь загадочную русскую душу. Каждая серия будет заканчиваться статьёй Алекса о России, и в этих статьях он расскажет своим соотечественникам о жизни русских, а русским покажет со стороны их достоинства и недостатки.
Также Алекса ждёт в России и любовная история: в первый же день он здесь встретит девушку Аню, в которую влюбится с первого взгляда.

## Персонажи

### В главных ролях
| Актёр              | Роль |
| ------------------ | --- |
| Матеуш Даменцки    | Алекс Уилсон, журналист «American Post», парень Ани                                                          |
| Сергей Чирков      | Роман Андреевич Быстров, водитель «American Post», друг Алекса                                               |
| Светлана Иванова   | Анна Андреевна Быстрова, врач скорой помощи, сестра Ромы, девушка Алекса                                     |
| Александра Урсуляк | Екатерина Денисовна Добровольская, главный редактор московского филиала «American Post», любовница Платонова |
| Виталий Хаев       | Анатолий Анатольевич Платонов, олигарх, любовник Добровольской                                               |
| Анастасия Стежко   | Марина Петрова, секретарь Добровольской                                                                      |

### Второстепенные роли
| Актёр                | Роль                                                                |
| -------------------- | ------------------------------------------------------------------- |
| Елизавета Кононова   | Ирина Анатольевна Платонова, дочь олигарха, девушка Романа Быстрова |
| Денис Пьянов         | Адам, сотрудник «American Post»                                     |
| Батраз Засеев        | Аслан, сотрудник «American Post»                                    |
| Ефим Банчик          | Михаил Яковлевич, сотрудник «American Post»                         |
| Дмитрий Смирнов      | Николай, брат-близнец Игната, охранник Платонова                    |
| Вадим Смирнов        | Игнат, брат-близнец Николая, охранник Платонова                     |
| Никита Панфилов      | Олег, бывший парень Ани                                             |
| Александра Кузенкина | Юлия Макаровна Комиссарова соседка, подруга Ани                     |

### В эпизодах
| Актёр               | Роль                                            |
| ------------------- | ----------------------------------------------- |
| Пётр Гланц          | иностранная речь (закадровое озвучивание)       |
| Ольга Кузьмина      | Настя официантка ресторана Victor (4, 11 серии) |
| Александр Обласов   | «хозяин» квартиры (4 серия)                     |
| Вадим Александров   | хозяин квартиры (4 серия )                      |
| Ольга Хохлова       | чиновница из министерства культуры (4 серия)    |
| Мария Горбань       | Кристина (7 серия)                              |
| Роман Маякин        | Евгений Анатольевич Кириллов (11 серия)         |
| Шарли Тейлор        | Эмили бывшая девушка Алекса                     |
| Александра Назарова | баба Шура                                       |
| Анна Антонова       | Валентина Зеленова                              |

## Музыка в сериале
| The Impressions            | This Is My Country                     |
| Shantel                    | Disko Partizani                        |
| Тимати                     | GQ (Тимати feat. L’One, Сергей Мазаев) |
| Ленинград                  | Хуямба, Бомба                          |
| Тина                       | Ваня                                   |
| Adam Routh, Patrick Wilson | Russian Atmosphere                     |

## Факты
- Рабочее название сериала — «Американец»[4].
- Матеуш Даменцки, исполнитель роли Алекса Уилсона, уже снимался в России: в 1999 году он играл Петра Гринёва в историческом фильме «Русский бунт»[5].
- Сериал «Кухня», его спин-офф «Отель Элеон» и сериал «Как я стал русским» происходят в одной «вселенной». В 4-й и 11-й сериях в ситкоме появляется героиня сериала «Кухня» — официантка Настя в исполнении Ольги Кузьминой. Эпизод с ней был снят в съёмочном павильоне «Кухни» — использовались декорации ресторана Victor. Также в 12-й серии Алекс Уилсон побывал в холле отеля «Элеон». Александра Кузенкина играет Юлию Комиссарову в сериалах «Как я стал русским» и «Отель Элеон». В 7-й серии появляется Кристина, бывшая жена Дмитрия Нагиева, в исполнении Марии Горбань.
- В декабре 2021 года стало известно, что сериал будет показан в Республике Корея. Права на дистрибуцию приобрела южнокорейская компания Yoon & Company[6].

## Мнения о сериале
- Сериал с первых серий получил положительные отзывы. Критики отмечают забавный набор гэгов о невероятных приключениях американца в России. Хоть в этом сериале главный герой и иностранец, приехавший в Россию, но высмеивается здесь в первую очередь не он; данный ситком — способ посмотреть на нас самих, россиян, со стороны:

«„Как я стал русским“ больше походит на комедию Эльдара Рязанова «Невероятные приключения итальянцев в России», где смеялись над собой, а не над недотёпистыми искателями сокровищ из Италии».— 
- В Китае сериал получил огромную популярность, его рейтинг там достиг почти таких же цифр, как и у «Игры престолов»: на одном из китайских киносайтов рейтинг «Как я стал русским» — 9,2 (у «Игры престолов» — 9,3). По мнению китайских интернет-пользователей, «персонажи и сюжет простоваты и грубоваты, но шутки прямо в точку, чувствуется настоящая Россия»[1].